# 喬爾諾耶湖 (萊舍沃區)
55°30′44.67″N 49°36′7.4″E / 55.5124083°N 49.602056°E
喬爾諾耶湖（俄语：Чёрное），是俄羅斯的湖泊，位於該國西部韃靼斯坦共和國，由萊舍沃區負責管轄，長0.35公里、寬0.17公里，面積4.32公頃，平均水深4米。